# Бухейра (мухафаза)
Бухе́йра (Эль-Бухе́йра, то есть Озеро) (араб. البحيرة‎) — мухафаза в Арабской Республике Египет. Административный центр — город Даманхур. Расположена на севере страны, в западной части дельты Нила, к западу от мухафаз Александрия и Матрух и к востоку от рукава Нила Рашид.

## Административное деление
Мухафаза состоит из 13 административных округов, 14 городов и сельских местных общин, к которым относятся 417 деревень и 5333 мелких поселений:
- Рашид (с 1899)
- Шубра-Хейт (с 1899)
- Итьяй-эль-Баруд (с 1899)
- Абу-Хуммус (с 1899)
- Хоуш-Иса
- Кафр-эд-Даввар (с 1899)
- Эд-Дилингат (с 1899)
- Ком-Хамада
- Даманхур (с 1899)
- Махмудия (с 1927)
- Идку (с 1899)
- Абу-эль-Матамир
- Рахмания
- Новая Нубария
- Вади-Натрун
- Бадр
- Мадинат-эс-Садат

## Образование
В мухафазе имеется 6 факультетов, относящихся к Александрийскому университету и Азхару, а также один институт с высшим образованием. 18 центров профессионального образования. 1990 школ, из них 1351 — в сельской местности.

## Достопримечательности
- Крепость Кайтбея
- Музей Рашида
- Монастыри Вади-Натрун
- Дворец короля Фарука

## Известные жители, уроженцы
- Ахмед Зевейль — нобелевский лауреат по химии
- Тауфик Эль-Хаким — писатель
- Хасан Эль-Банна — основатель движения Братья-мусульмане